# Руденко Сергій Валерійович
Сергі́й Вале́рійович Руде́нко (нар. 14 жовтня 1970, Стецьківка, Сумська область) — український журналіст і публіцист.

## Життєпис
Народився у 1970 році в селі Стецьківка Сумської області. Навчався у Сумській художній школі.
1985 року за картину «Останній бій Супруна» стає лауреатом Всесоюзного конкурсу, присвяченого 40-річчю Перемоги.
У 1992 році закінчив факультет журналістики Київського державного університету імені Тараса Шевченка.
Працював у газеті «Добрий день» (Суми), власкором газети «Діло», кореспондентом «РИА-Новости» (Москва), був політичним оглядачем англомовного журналу «Eastern economist» (Україна) і «Ostinvest» (Німеччина).
Керував пресагентством «Дебют-плюс».
У 1996—2003 роках — кореспондент Української служби Радіо Свобода.
Працював редактором відділу політики тижневика «Деловая неделя-FT», аналітиком інтернет-проєкту proUA.
У 2005—2008 роках — головний редактор видання «Сейчас» групи компаній «Ліга», «Газети 24», перший заступник головного редактора інтернет-видання «ПіК України».
У 2010—2011 роках — головний редактор групи сайтів «Главред».
Засновник Творчої асоціації «500» (1993 р.).
У 2008 році заснував книжковий портал «Буквоїд» і є його керівником.
З червня 2013 року по вересень 2014 року — головний редактор сайту каналу ТВі. В жовтні 2013 року на каналі розпочалася «Книги на ТВі» Сергія Руденка. Був автором і ведучим програми «Сьогодні про головне».
З листопада 2014 — автор щотижневої колонки на «Німецькій Хвилі».
З березня 2015-го — шеф-редактор сайту телеканалу «Еспресо TV». З вересня — автор і ведучий програми «Мережа», а з березня 2016-го ведучий програм «Про політику» та «Досьє». Ведучий програми «Вердикт».
З 2021 року Сергій Руденко веде свій канал на Youtube.
У 2021 вийшла друком книжка Сергія Руденка «Зеленський без гриму». У 2022 році цей твір перекладено у 25 країнах світу. Виданий у Німеччині переклад увійшов у список бестселерів журналу Шпіґель.
У 2023 вийшла друком книжка «Бій за Київ», яка того ж року перекладена фінською і вийшла в Фінляндії у видавництві Tammi.

## Книги
- Антологія поезії «Молоде вино» (1994) — автор і укладач;
- Антологія прози «Тексти» (1995) — укладач
- Антологія поезії «Початки» (1996) — автор і укладач;
- (рос.) «Вся президентская рать. Окружение Виктора Ющенко: от „А“ до „Я“» (укр. «Вся президентська рать. Оточення Віктора Ющенка від А до Я»). (Київ: Самміт-книга, 2007);
- (рос.) "Вся премьерская рать. Окружение Виктора Януковича: от «А» до «Я» (укр. «Вся прем'єрська рать. Оточення Віктора Януковича від А до Я»). (Київ: Самміт-книга, 2007);
- (рос.) «Вся Юлина рать. Окружение Юлии Тимошенко: от „А“ до „Я“» (укр. «Вся Юліна рать. Оточення Юлії Тимошенко»). (Київ: Самміт-книга, 2007);
- «Уряд Юлії Тимошенко» (Київ: Самміт-книга, 2008);
- (рос.) «25 богачей Украины» (укр. «25 заможів України»). (Київ: Самміт-книга, 2009);
- (рос.) «Мужчины Юлии Тимошенко» (укр. «Чоловіки Юлії Тимошенко»). (Київ: Самміт-книга, 2010);
- «Пантеон класиків» (Київ: Самміт-книга, 2011);
- (рос.) «YANUKOPEDIA» (2012);
- «Зеленський без гриму» (Київ: Самміт-книга, 2021).
- Бій за Київ. — Харків : ВД «Фабула», 2023. — 208 с. — Серія «HISTORY». ISBN 978-617-522-138-9

## Відзнаки
- Дипломант міжнародного літературного конкурсу «Гранослов» (1998);
- ТОП-20 «Найкраща українська книжка-2008» (за версією журналу «Кореспондент»): «Вся президентська рать», «Вся прем'єрська рать» і «Вся Юліна рать»
- У 2009 році книжка «Уряд Юлії Тимошенко» була визнана однією із найкращих за версією журналу «Кореспондент» (3-є місце у номінації «Публіцистика»).